# 멀티 챔버 에어 서스펜션
멀티 챔버 에어 서스펜션(영어: Multi-Chamber air suspension)은 에어 서스펜션의 스프링 특성을 단계별로 제어할 수 있는 서스펜션이다.

## 상세
멀티 챔버 에어 서스펜션은 별도의 솔레노이드 밸브를 통해 에어 스프링 내부의 체적을 조절함으로써 스프링 특성을 제어한다. 여러 개의 챔버로 구분되어, 주행 모드 및 상황에 따라 스프링 특성 조절이 가능하다. 또한 스프링 특성 조절에 따라 차체 높이가 제어된다. 

## 적용 차량

### 제네시스 G90
G90의 멀티 챔버 에어 서스펜션은 총 3개의 챔버로 구성된다. 부드러운 승차감은 3개의 챔버를, 역동적인 주행은 1개의 챔버를 이용한다. 각 챔버 사이에 위치한 솔레노이드 밸브와 별도의 전자 제어 유닛이 제어 과정을 총괄한다. 또한 주행 모드와 주행 속도 및 주행 환경에 따라 148mm의 기본 최저지상고를 높음, 보통, 낮음, 매우 낮음 등 총 4단계로 나누어 제어한다. 인포테인먼트 화면을 통해 운전자에게 차고 제어 내용을 알려주며, 에어 서스펜션 제어에 따라 과속방지턱 제어, 험로 제어, 경사로 제어, 고속 주행 제어 기능을 활성화한다.

## 같이 보기
- 제네시스 G90